# Piatnica (album)
Piatnica (ros. «Пятница») – pierwszy oficjalny album ukraińskiej grupy 5’nizza, wydany w 2003 roku.  Album jest oficjalnym wydaniem wcześniejszego projektu grupy, zawierającym dodatkowo trzy utwory, których brak na nieoficjalnej płycie: Ты на ту, Зима, Тянуться

## Lista utworów
1. Сюрная
2. Я не той…
3. Я тебя вы…
4. Весна (правильная версия)
5. Сон
6. Вода
7. Я с тобой
8. Ты кидал
9. Стрела
10. Ямайка
11. Свобода
12. Big Badda Boom
13. Нева
14. Солдат
15. Ушедшим слишком рано
16. Пятница
17. Ты на ту
18. Зима
19. Тянуться

Bonus
1. Солдат (wideo)